# Cao Thượng Lương
Cao Thượng Lương (16 tháng 1 năm 1928 – 10 tháng 1 năm 2022) là một sĩ quan cao cấp của Quân đội nhân dân Việt Nam, hàm Thiếu tướng, nguyên Cục trưởng Cục Chính trị lực lượng Công an vũ trang, Tổng biên tập Tập san Nghệ thuật quân sự (nay là Tạp chí Nghệ thuật quân sự Việt Nam thuộc Viện Khoa học và Nghệ thuật quân sự) thuộc Học viện Quốc phòng. Ngoài ra, ông còn là Phó Giáo sư, Tiến sĩ quân sự, cho ra đời nhiều tác phẩm liên quan đến khoa học quân sự.

## Cuộc đời

### Công tác chính trị
Cao Thượng Lương sinh ngày 16 tháng 1 năm 1928 tại xã Diễn Hoa, huyện Diễn Châu, tỉnh Nghệ An. Từ trước Cách mạng Tháng Tám, ông đã là Bí thư Thanh niên cứu quốc và Chính trị viên xã đội, cán bộ tuyên truyền văn hóa của huyện Diễn Châu. Đến tháng 3 năm 1946, ông đảm nhiệm Thường vụ Thanh niên cứu quốc và Thường vụ Việt Minh, Bí thư Văn phòng Thành ủy Đà Nẵng. Tháng 2 năm 1947, ông được bổ nhiệm làm Giám đốc Trường Quân chính Mặt trận Quảng Nam – Đà Nẵng và đảm nhiệm vị trí này cho đến hết năm 1949.
Sau khi hoàn thành lớp học công tác Đảng, công tác chính trị của Tổng cục Chính trị, ông trở thành Chủ nhiệm Chính trị Phân hiệu Võ bị Trần Quốc Tuấn, Quân khu 5 vào tháng 4 năm 1951. Từ tháng 5 năm 1952 đến tháng 10 năm 1954, ông là Chính trị viên Tiểu đoàn 365 thuộc Trung đoàn 803, Liên khu 5 và Trưởng ban Tổng kết công tác Đảng, công tác chính trị Chiến dịch Liên khu 5. Sau đó, ông lần lượt đảm nhiệm Phó chính ủy kiêm Chủ nhiệm Chính trị Trung đoàn 94; Phó ban, Trưởng ban Tuyên huấn của Sư đoàn 350 cho đến tháng 3 năm 1959.

### Công an vũ trang
Từ tháng 4 năm 1959, ông được điều về lực lượng Công an vũ trang (sau này là Bộ đội Biên phòng Việt Nam) và được bổ nhiệm làm Trưởng phòng Tuyên huấn. Lúc bấy giờ, ông mang hàm Thiếu tá. Năm 1963, ông được thăng quân hàm Trung tá và đảm nhiệm quyền Chính ủy và Bí thư Đảng ủy Trường Sĩ quan Công an vũ trang (nay là Học viện Biên phòng). Tháng 5 năm 1968, ông trở thành Phó Cục trưởng Cục chính trị Công an vũ trang. Đến năm 1974, ông được thăng quân hàm Thượng tá và được bổ nhiệm làm Cục trưởng. Năm 1979, ông được thăng hàm Đại tá và đảm nhiệm nhiều vai trò như Bí thư Đảng ủy Cục Chính trị và Ủy viên Ban chấp hành Đảng bộ Công an vũ trang Trung ương (trực thuộc Ban Bí thư). Trong giai đoạn này, ông đã nhiều lần đi khảo sát biên giới, góp phần xây dựng hệ thống tổ chức đồn trạm Biên phòng cả trên biển và đất liền theo định hướng "gần dân" của Hồ Chí Minh.

### Quân đội nhân dân
Năm 1981, sau khi lực lượng Công an vũ trang được chuyển sang Bộ Quốc phòng, ông được điều về công tác tại Học viện Quân sự cấp cao, lần lượt đảm nhiệm Trưởng bộ môn, Phó ban và Trưởng ban Nghiên cứu quân sự Trung Quốc. Sau khi tốt nghiệp khóa học tại Học viện Quân sự cấp cao, ông được chọn làm nghiên cứu sinh khóa 1, khóa đào tạo tiến sĩ đầu tiên của Quân đội nhân dân Việt Nam. Năm 1989, ông bảo vệ thành công luận án Tiến sĩ quân sự.
Năm 1990, ông được thăng quân hàm Thiếu tướng, một năm sau thì được phong học hàm Phó Giáo sư và đảm nhiệm Tổng Biên tập Tạp chí Nghệ thuật quân sự Việt Nam cho đến lúc về hưu năm 1998. Ngày 10 tháng 1 năm 2022, ông qua đời tại nhà riêng ở Hà Nội, hưởng thọ 94 tuổi.

## Khen thưởng
- Huân chương Quân công hạng Nhì;
- Huân chương Chiến công hạng Nhất, Nhì;
- Huân chương Chiến thắng hạng Nhì;
- Huân chương Kháng chiến hạng Nhất;
- Huân chương Chiến sĩ vẻ vang hạng Nhất, Nhì, Ba;
- Huy chương Quân kỳ Quyết thắng.

## Lịch sử thụ phong quân hàm
| Năm thụ phong | –        | 1963     | 1974      | 1979   | 1990        |
| ------------- | -------- | -------- | --------- | ------ | ----------- |
| Cấp bậc       | Thiếu tá | Trung tá | Thượng tá | Đại tá | Thiếu tướng |